# Златибор (порекло имена)
Најчешће помињана претпоставка о имену Златибор је да оно долази од имена бор (Pinus). Међутим, и код ове хипотезе треба разликовати две варијанте. По једној име долази од познатог златног бора као посебног варијетета бора. По другој, име долази од обичног бора који је велике вредности као грађевински материјал, у смислу да је бор злата вредан. При томе се нарочито потенцира бели бор који има посебну златастожуту боју коре.
Сложеница Златибор има у свом саставу две основе: злато и бор. Први део сложенице (злато) је јасан, други део (бор) нас највероватније упућује на дрво бор. Према томе, сложеница би могла значити златни бор и да је планина по томе добила име. Притом се мисли на златиборски златни бор као посебан варијетет бора. Основна карактеристика борова са овим именом је да, за разлику од других борова, имају један део жутих и жутозелених иглица. Познато је да је до сада идентификовано три златна бора. У вези са наведеном хипотезом о пореклу имена Златибор од златног бора као посебног варијетета бора, могу поставити два питања. Прво се односи на то чије се име пре појавило - име планине или име златног бора (и сам бор са таквим карактеристикама). Ако се Златибор тако звао и пре појаве златног бора, онда не постоји могућност да је Златибор добио име по том бору. Ако је ситуација обрнута, онда таква могућност постоји. Сигуран одговор на ово питање се не зна. Друго је питање да ли једна таква појава као што је боја четине (иглица бора), и то на једном стаблу, може бити разлог за име не само једном ужем локалитету (што није искључено) него и једној планини и широј области. Мало је вероватно да је то тако. Можемо закључити да нам вероватни одговори на постављена питања не дају довољно основа за прихватање понуђене хипотезе.
Тиме што је скоро искључена могућност везивања имена Златибор за златни бор као посебан варијетет, није искључена још једна могућност везивања имена Златибора за бор. Наиме, Златибор је у прошлости (делимично и сада) био веома богат боровим шумама. Шуме црног и белог бора биле су велико богатство овог краја. Користили су их као грађевински материјал за куће и друге објекте: зграде, амбаре, кошаре, торове, ограде око кућа и имања и сл. Од борова се производио веома драгоцени катран који се извозио у многе крајеве а стизао је чак и у Дубровник. Најзад, ту је боров луч који је у прошлости служио за осветљавање просторија у којима су људи живели а који су Златиборци продавали по целој Србији. Значи, од бора се могло живети. Био је злата вредан, заиста златан бор. То је могао бити разлог за име ове планине. Али није овде само у питању велика економска вредност бора, употребна и тржишна. Бели бор има црвенкастожуту или жуту, златасту боју коре, жуто стабло. Дакле и изглед бора могао је бити разлог за име. Нарочито ако имамо на уму бели бор (Pinus silvestris). Да закључимо: бор, злата вредан и златасте боје стабла, може бити једно од могућих и вероватних објашњења за име ове планине.
Не може се прихватити претпоставка да име потиче од златиборског белог златног бора (Pinus silvestris var. Zlatiborica), пошто је назив планине Златибор био у употреби пре појаве бора са тим својствима. Такође је неоснована и хипотеза да име потиче од златиборских ливада и пашњака који се у другој половини лета и ујесен жуте, злате пошто та претпоставка не објашњава одакле у називу име бор.
Не зна се много о старости овога оронима. Званичне потврде о имену Златибор имамо тек од почетка 19. века. Прве писане трагове о називу Златибор имамо у извештајима које су у току Првог српског устанка одавде слали устаници. Такође је извесно да га писци тих извештаја нису измислили већ је он неко време и пре тога био у оптицају, али не зна се колико дуго. Слободна је претпоставка да је то од друге половине 18. века.
У средњовековној српској држави постојала је Жупа Рујно која је обухватала и данашњу област Златибора. У турским пописним књигама из 15. и 16. века имамо забележен назив Рујни батра, што значи рујна планина, брдо. После српских устанака постојала је кнежина (потом капетанија, па срез) Рујно. Тај је назив за територијално-административну јединицу био у употреби све до половине 19. века када се променио у Срез златиборски.